# Bacillus sporothermodurans
Bacillus sporothermodurans ist ein aerobes grampositives Bakterium. Von diesem Bakterium gibt es zwei verschiedene Typen, die sich phänotypisch und genotypisch unterscheiden. Die Typen I, II und III zeigen Längenvariationen in der 16S rRNA. Für den diagnostischen Nachweis spielen diese Variationen allerdings keine Rolle.
Bacillus sporothermodurans-Zellen aus Kultur sind typischerweise lange (> 30 µm), filamentöse Stäbchen von 0,7 µm Durchmesser. Die Zellen lassen sich mit Gram-Färbung nur ungleichmäßig körnig oder perlschnurartig anfärben. Die Zellen sind durch einseitige Flagellen beweglich. Die terminalen Sporen sind ellipsoidal und bis 1,7 µm lang. Die Kolonien sind klein, glatt, weißlich bis beige und verfügen nicht über ein lösliches Pigment. B. sporothermodurans ist strikt aerob, katalase- und oxidasepositiv.
Bacillus sporothermodurans kann in ultrahocherhitzter Milch und Milchprodukten vorkommen. Bacillus sporothermodurans kann bis zu 105 KBE/ml in UHT-Milch erreichen. Die vegetativen Zellen sind nicht pathogen und führen auch nicht zu Veränderungen an Geschmack oder Aussehen.
Dennoch ist ihr Vorkommen in UHT-Milch unerwünscht, da solche Produkte nicht den Bestimmungen der Europäischen Union entsprechen. Mittels MALDI-TOF kann nach Vorinkubation („Stress-Test“) und mehreren Waschschritten ein Direktnachweis wie aus einer Blutkultur erfolgen.
Die Hitzeresistenz beruht auf der Fähigkeit der Sporenbildung. Die Sporen können die Ultrahocherhitzung besonders gut überstehen, wenn die Hitzeeinwirkung indirekt erfolgt und es dadurch zu geringeren chemischen Veränderungen in der Milch kommt. In der verpackten Milch vermehren sich die Sporen dann nach Abschluss der Erhitzung.